# グレンヴィル (駆逐艦・2代)
|          | |
| 艦歴     | |
| 発注     | |
| 起工     | 1934年9月29日 |
| 進水     | 1935年8月15日 |
| 就役     | 1936年7月1日 |
| その後   | 1940年1月19日戦没 |
| 除籍     | |
| 性能諸元 | |
| 排水量   | 基準：1,465トン 満載：2,053トン |
| 全長     | 330 ft (100 m) |
| 全幅     | 34 ft 6 in (10.52 m) |
| 吃水     | 12 ft 9 in (3.89 m) |
| 機関     | ヤーロウ・ボイラー3基 パーソンズ式タービン 38,000 shp (28,337 kW)、2軸推進                                                          |
| 最大速力 | 36ノット (67 km/h; 41 mph) |
| 航続距離 | 5,530海里/15ノット |
| 乗員     | 175名 |
| 兵装     | Mark IX 4.7in（120mm） 単装砲 5門 12.7mm Mark III 4連装機銃 2基 533mm 4連装魚雷発射管 2基 爆雷 20発 爆雷投射機 2基 爆雷投下軌条 1軌 |

グレンヴィル (HMS Grenville, H03) は嚮導駆逐艦として建造されたイギリス海軍のG級駆逐艦。  

## 艦歴
ヤーロー社で建造。1934年9月29日起工。1935年8月15日進水。1936年7月1日就役。
「グレンヴィル」は最初は地中海の第20駆逐群に所属した。第二次世界大戦開戦後はそこで船団護衛などに従事した。
その年の終わりに「グレンヴィル」は呼び戻され、第1駆逐艦戦隊を率いることになった。1940年1月19日、「グレンヴィル」は6隻の駆逐艦と共に哨戒からハーウィッチへの帰投途中、テムズ川河口で触雷した。すぐに「グレンヴィル」は沈没し、その生存者は僚艦に救助された。「グレンヴィル」を沈めた機雷は数日前にドイツ駆逐艦「フリードリヒ・エッコルト」、「エーリッヒ・シュタインブリンク」、「フリードリヒ・イーン」によって敷設されたものであった。